# MBC 뉴스센터
《MBC 뉴스센터》(MBC NEWS CENTER)는 문화방송(MBC)에서 일요일 밤 9시에 방송되었던 MBC의 일요일 심층 메인뉴스 프로그램이다.

## 개요
뉴스 저널리즘의 새로운 인식으로 영상 뉴스를 통한 뉴스의 쇼프로화를 과감히 시도한 TV 종합 뉴스 매거진이다. 컬러 텔레비전 방송 시작과 더불어 제작진은 공영 방송의 제도기능을 다하기 위해 고정 컬럼 '미니 토론'을 신설하여 논란이 되는 문제를 집중 취재,구성, 편집하여 방송하기로 하였다. 따라서 이는 시청자의 감각과 밀착된 방송으로서 시청자를 참여자로 간주하여 공동진행시켜 가는 일체감을 제고하게 된 것이다. 4월 3일에는 아들/딸 자유 조절 문제에 관한 윤리적,사회적,과학적인 측면에서 찬·반 양측 인사들과의 인터뷰 내용을 취재하여 편집·구성하였다. 또한 4월 10일부터는 영상 기획 "하늘에서 본 국토"를 방영했다. 8월 14일에는 광복절 특집으로 광복 이후의 역사를 분야별로 조명하여 '소리 38년','집념의 기록 38년','스포츠 기록 38년'등의 특집 기획물을 방영하는 등 심층적이고 문제해결 중심으로 보도되었다. 1989년부터 기존의 뉴스데스크 형식으로 진행되었으나 심층분석에 걸맞은 보도를 하였다. 1991년부터는 심층 보도와 카메라 출동을 통해 사회의 부도덕한 모습과 부조리 등을 고발하였으며, 그날 그날의 뉴스를 종합해서 깊이 있고 밀도 있게 진행하였다. 1993년 10월 MBC 뉴스데스크에 흡수되어 폐지되었다.

## 시보
방송 초기부터 1984년까지 MBC 자체 시보('mbc-TV'라고 표시.) 또는 오리엔트시계를 내보냈으며, 1989년 4월 23일 방송 이후에는 삼성시계 시보를 내보냈다.

## 방송 시간
| 방송 채널 | 방송 기간                          | 방송 시간                |
| --------- | ---------------------------------- | ------------------------ |
| MBC TV    | 1981년 3월 22일 ~ 1984년 4월 8일   | 일요일 밤 9시 - 10시     |
| MBC TV    | 1984년 4월 15일 ~ 1984년 10월 21일 | 일요일 밤 9시 - 9시 50분 |
| MBC TV    | 1989년 4월 23일 ~ 1989년 10월 29일 | 일요일 밤 9시 - 9시 50분 |
| MBC TV    | 1991년 4월 28일 ~ 1993년 5월 21일  | 일요일 밤 9시 - 9시 50분 |
| MBC TV    | 1993년 5월 28일 ~ 1993년 10월 17일 | 일요일 밤 9시 - 9시 40분 |

## 역대 진행자
| 대수 | 진행자 | 진행자 | 진행 기간                          |
| 대수 | 남성   | 여성   | 진행 기간                          |
| ---- | ------ | ------ | ---------------------------------- |
| 1대  | 이득렬 | 김혜현 | 1981년 3월 22일 ~ 1981년 6월 7일   |
| 2대  | 차인태 | 김혜현 | 1981년 6월 14일 ~ 1983년 1월 15일  |
| 3대  | 차인태 | 조일수 | 1983년 1월 22일 ~ 1984년 6월 7일   |
| 4대  | 차인태 | 이현경 | 1984년 6월 14일 ~ 1984년 10월 27일 |
| 5대  | 손석희 | 이미영 | 1989년 4월 23일 ~ 1989년 10월 29일 |
| 6대  | 이상열 | 김은주 | 1991년 4월 28일 ~ 1992년 5월 17일  |
| 7대  | 정길용 | 김은주 | 1992년 5월 24일 ~ 1992년 8월 30일  |
| 8대  | 정길용 | 최율미 | 1992년 9월 6일 ~ 1993년 4월 11일   |
| 9대  | 신경민 | 정혜정 | 1993년 4월 18일 ~ 1993년 10월 17일 |

## 같이 보기
- MBC 뉴스데스크
- 뉴스파노라마 (KBS 1TV, 1980년)